# テレビ司会者

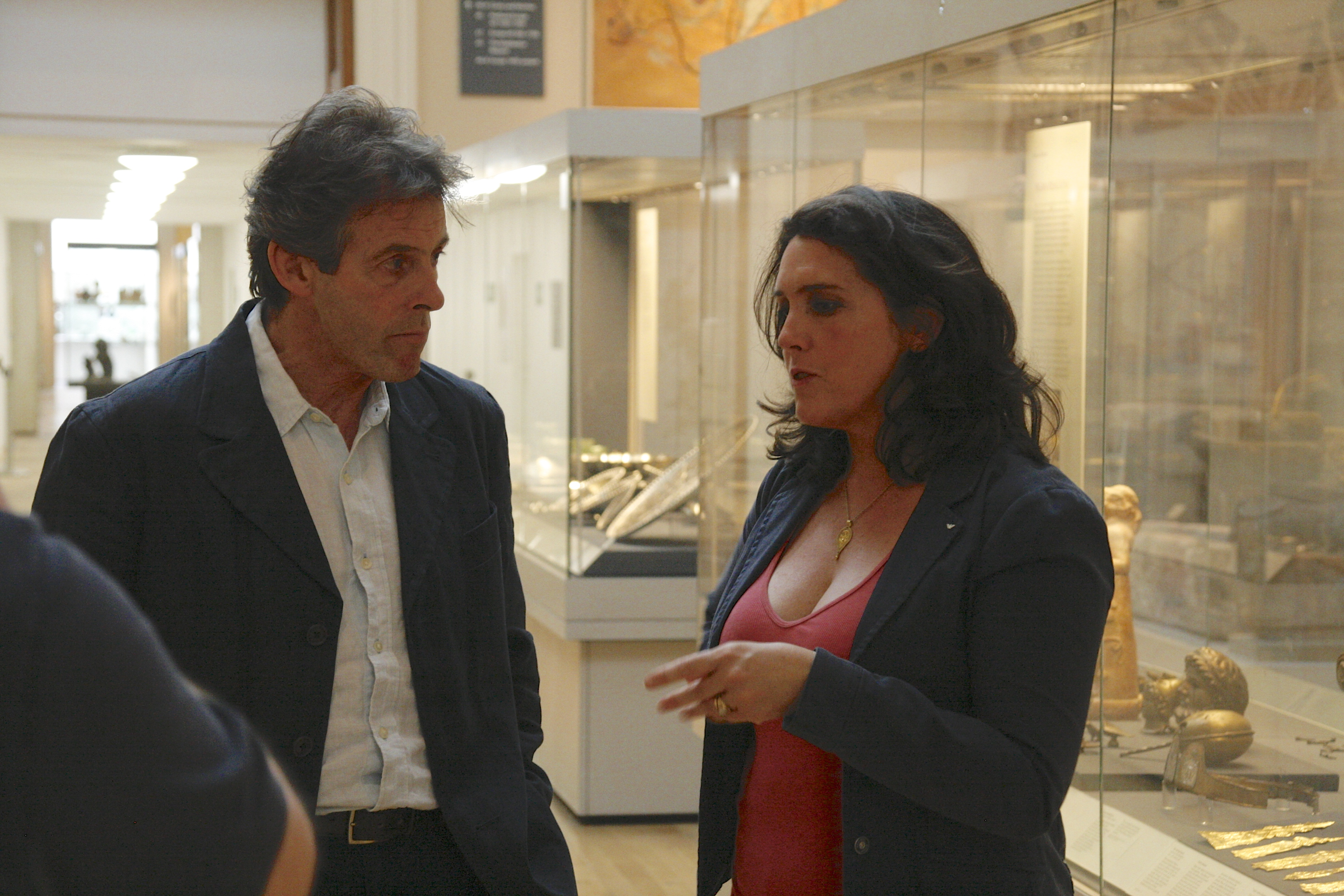
ITVの番組『:en:Britain's Secret Treasures』の撮影で、イギリスの司会者（プレゼンター）のベタニー・ヒューズ（右）と大英博物館のキュレーターのRalph Jackson（左）が会話している様子。

テレビ司会者（テレビしかいしゃ、プレゼンター、television presenter、television host）とは、テレビパーソナリティ（en:television personality；アメリカでは、テレビ司会者を経て、著名となった人物、いわゆるタレントを指す場合がある）とも呼ばれ、テレビ番組の紹介や司会、番組と視聴者の仲介役となる人物のことである。アメリカでは、他の分野で有名となった人物がなるのが一般的だが、子供向けテレビシリーズやインフォマーシャル（つまり、テレビショッピング）など、プレゼンの分野だけで有名になり、テレビパーソナリティやタレントになる人もいる。

## 概要
俳優やモデル、コメディアン（日本であれば、芸人）、ミュージシャン、医師など、他の分野で有名な人が司会を兼ねることもよくある。また、科学者や政治家など、その分野の専門家が、自らの専門分野に関する番組のプレゼンターを務めることもある（たとえば、デイビッド・アッテンボローなど）。また、ある分野で有名になり、その名声を利用して他の分野でも活躍する有名人もいます。
後者の例としては、イギリスのコメディアンであり、現在は旅行に関する番組（『Around the World in 80 Days』など）の司会を務めるマイケル・ペイリンや、アメリカの俳優で10年以上にわたって『Scientific American Frontiers』の司会を務めているアラン・アルダがいる。また、アメリカのスタンダップコメディアンで、UFCで解説者と試合後のインタビュアーを務めるジョー・ローガンもその一人である。ドナルド・トランプ元アメリカ大統領は政界入りする前、豪快なライフスタイルとビジネスの手際の良さで有名になった後、『サタデー・ナイト・ライブ』などのライブ番組や自身の番組『アプレンティス』で司会者を務めていた。
カナダやニュージーランド、オランダ、リヒテンシュタイン、バルバドス、スリランカ、インド、スペイン、デンマーク、ギリシャ、オーストラリア、エジプト、アンドラ、マルタ、サンマリノ、日本、韓国など多くの国で一般的に使用されている言葉である。

## アメリカ合衆国
アメリカ合衆国では、このような人物は一般的に、トークショー・ホスト、あるいはMC（Master of ceremonies、司会進行係）という用語で呼ばれている。
一方で、テレビのニュース番組では、アンカーと呼ばれる。